# Queluz de Baixo
Queluz de Baixo é uma localidade no extremo nordeste da freguesia de Barcarena, Município de Oeiras, no distrito e área metropolitana de Lisboa. No censo de 2001 foram registados 3234 habitantes.
A sua zona antiga, junto ao rio Jamor, denominada Caruncho, é referenciada na obra de Eça de Queirós.
Todos os terrenos eram propriedade do Palácio Real de Queluz, restando ainda, em ruínas, o denominado Palácio Restani.
Tem no seu extremo sul, uma zona industrial e de serviços importante, onde estão localizadas, entre outras, a TVI - Televisão Independente (canal generalista privado), a Lisgráfica (responsável pela impressão de vários jornais e revistas), a Beiersdorf, a Seldex, a Farol Música e a Companhia Portuguesa de Farmacêutica.